# 大塔巴雷罗
大塔巴雷罗是巴西北大河州的一个市镇，总人口2,586人。